# Karniewo (gmina)
Pour les articles homonymes, voir Karniewo.
Karniewo est une gmina rurale (gmina wiejska) de la powiat de Maków, dans la Voïvodie de Mazovie, dans le centre-est de la Pologne.
Son siège administratif (chef-lieu) est le village de Karniewo, qui se situe environ 9 kilomètres au nord-est de Maków Mazowiecki (siège de la powiat) et 77 kilomètres au nord de Varsovie (capitale de la Pologne).
La gmina couvre une superficie de 110,59 km2 pour une population de 2 646 habitants en 2006.

## Histoire
De 1975 à 1998, la gmina est attachée administrativement à la voïvodie de Ciechanów.

Depuis 1999, elle fait partie de la voïvodie de Mazovie.

## Géographie
La gmina de Karniewo inclut les villages et localités de :

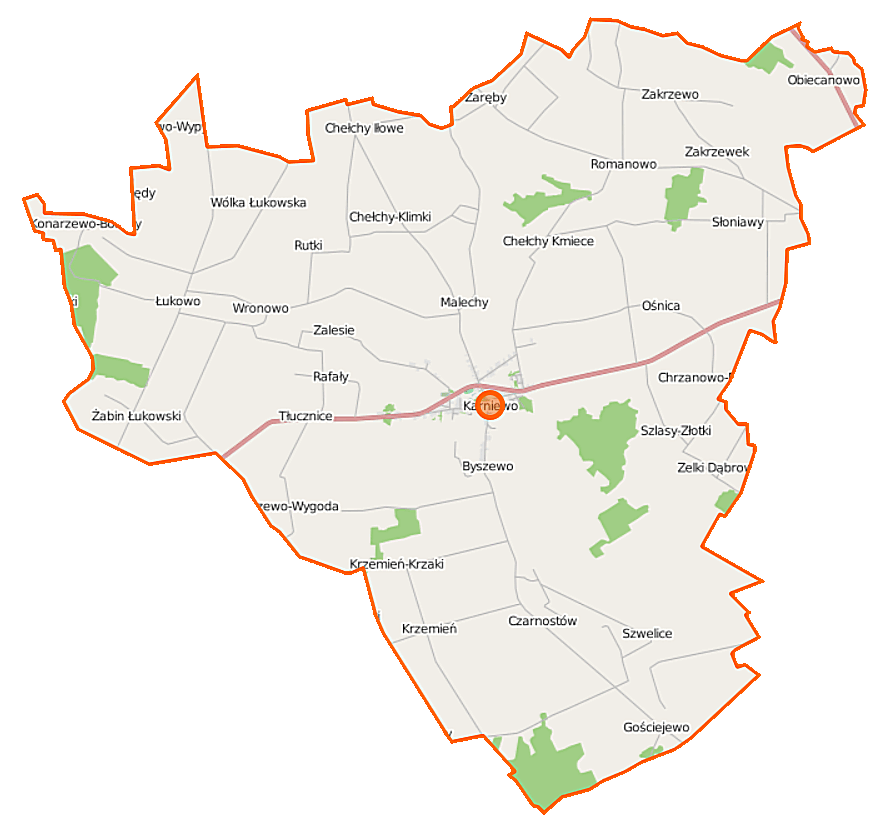
Plan de la gmina

- Baraniec
- Byszewo
- Byszewo-Wygoda
- Chełchy Dzierskie
- Chełchy Iłowe
- Chełchy Kmiece
- Chełchy-Chabdzyno
- Chełchy-Jakusy
- Chełchy-Klimki
- Chrzanowo-Bronisze
- Czarnostów
- Czarnostów-Polesie
- Gościejewo
- Karniewo
- Konarzewo-Bolesty
- Krzemień
- Leśniewo
- Łukowo
- Malechy
- Milewo-Malonki
- Milewo-Wypychy
- Obiecanowo
- Ośnica
- Rafały
- Romanowo
- Rutki
- Słoniawy
- Szlasy-Złotki
- Szwelice
- Tłucznice
- Wólka Łukowska
- Wronowo
- Żabin Karniewski
- Żabin Łukowski
- Zakrzewo
- Zalesie
- Zaręby
- Zelki Dąbrowe

### Gminy voisines
La gmina de Karniewo est voisine :
- de la ville suivante :
  - Maków Mazowiecki
- et des gminy suivantes :
  - Czerwonka
  - Gołymin-Ośrodek
  - Gzy
  - Krasne
  - Płoniawy-Bramura
  - Pułtusk
  - Szelków

## Structure du terrain
D'après les données de 2002, la superficie de la commune de Karniewo est de 129,38 km2, répartis comme tel :
- terres agricoles : 87 %
- forêts : 7 %

La commune représente 12,15 % de la superficie du powiat.

## Démographie
Données du 30 juin 2004 :
| description        | Total  | Total | Femmes | Femmes | Hommes | Hommes |
| ------------------ | ------ | ----- | ------ | ------ | ------ | ------ |
| Unité              | Nombre | %     | Nombre | %      | Nombre | %      |
| population         | 5 459  | 100   | 2 749  | 50,4   | 2 710  | 49,6   |
| Densité (hab./km²) | 42,2   | 42,2  | 21,2   | 21,2   | 20,9   | 20,9   |